# Sergey Mikhailovich Eyzenshteyn
Sergey Mikhailovich Eisenstein (tiếng Nga: Сергей Михайлович Эйзенштейн, chuyển tự: Sergey Mikhaylovich Eyzenshteyn, IPA: [sʲɪrˈɡʲej mʲɪˈxajləvʲɪtɕ ɪjzʲɪnˈʂtʲejn]; 23 tháng 1 năm 1898 - 11 tháng 2 năm 1948) là một đạo diễn và nhà phê bình điện ảnh người Nga nổi tiếng với các bộ phim câm như Bãi công, Chiến hạm Potemkin và Tháng Mười, cũng như các thiên anh hùng ca lịch sử như Alexandr Nevsky và Ivan Hung Đế. Các tác phẩm của Eisenstein có ảnh hưởng lớn đến các nhà làm phim thế hệ sau này vì cách phương pháp dựng phim sáng tạo của ông.

## Đầu đời

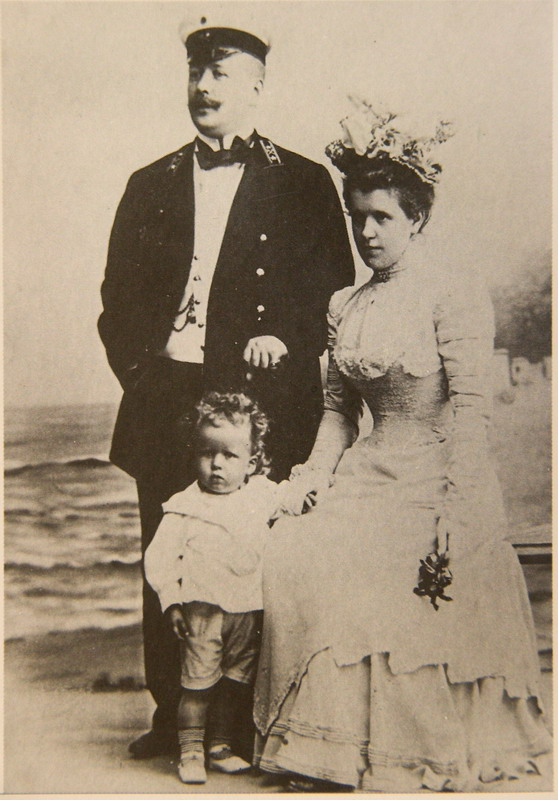
Eisenstein cùng cha mẹ

Eisenstein sinh ra tại Riga trong một gia đình với bố là người Do Thái và mẹ là người Nga theo Chính thống giáo. Năm 1905, mẹ ông mang theo ông rời Riga để tới sống ở St. Peterburg và sau đó ly dị với chồng bà khi bà quyết định bỏ gia đình tới Paris sinh sống. Eisenstein sau đó học nghề kỹ sư và kiến trúc tại Viện Công nghệ Petrograd, ông gia nhập quân đội trong cuộc cách mạng Nga. Năm 1918, Eisenstein gia nhập Hồng Quân trong khi người cha lại ủng hộ phe đối lập. Năm 1920, Sergei được chuyển tới làm vị trí lãnh đạo trong quân đội ở Minsk, sau khi thành công trong việc tuyên truyền cho Cách mạng tháng Mười. Vào thời gian này, Sergei học tiếng Nhật và tìm hiểu về sân khấu kịch kabuki của Nhật Bản, những nghiên cứu này đã đưa ông tới đất nước Nhật Bản. Năm 1920, Sergei chuyển tới Moskva và bắt đầu sự nghiệp nhà hát cho Proletkult. Các tác phẩm của ông tại đó được đặt tiêu đề Mặt nạ phòng độc (Противогазы), Lắng nghe, Moskva (Слышишь, Москва) và Nhà thông thái (Мудрец). Eisenstein sau đó trở thành nhà thiết kế cho Vsevolod Meyerhold. Năm 1923, ông trở thành nhà phê bình lý luận sau khi viết bài Chắp ghép những trò giải trí (Монтаж аттракционов) cho tạp chí LEF. Bộ phim đầu tiên của ông, Nhật ký của Glumov (Дневник Глумова), cũng ra đời trong năm này.
Bộ phim Chiến hạm Potemkin (1925) nhận được đánh giá phê bình khắp thế giới nhưng chính tiếng vang về phê bình nghệ thuật mới giúp Eisenstein trở thành đạo diễn của Đường lối chung (Генеральная линия hay Старое и новое/Cũ và Mới) và rồi Tháng Mười (hay Mười ngày rung chuyển thế giới). Các nhà phê bình trên thế giới đánh giá cao bộ phim nhưng tại quê nhà những nỗ lực của ông trong xây dựng cấu trúc bộ phim về cấu trúc thao tác như góc máy quay, sự di chuyển của đám đông và việc dựng phim khiến ông và những người như Vsevolod Pudovkin và Alexander Dovzhenko bị chỉ trích nặng nề từ cộng đồng điện ảnh Xô Viết, họ buộc Sergei phải xuất bản các bài báo tự phê bình công khai để sửa đổi tầm nhìn của bộ phim cho hợp với triết lý hiện thực Xô Viết đang gia tăng thời bấy giờ.

## Châu Âu và Hollywood
Mùa thu năm 1928, khi mà Tháng Mười vẫn còn chịu chỉ trích ở Liên Xô, Eisenstein rời Liên Xô để du hành tới châu Âu cùng với hai nhà làm phim Grigori Aleksandrov và Eduard Tisse. Mục đích chính thức của chuyến đi là để Eisenstein học hỏi về phim có tiếng nói và giới thiệu những nghệ sĩ Xô Viết tới các nhà tư bản phương Tây. Tuy nhiên, với Sergei thì đây lại là cơ hội để ông tìm hiểu và khám phá thế giới bên ngoài Xô Viết, trong vòng hai năm ông đã du lịch và thực hiện các bài thuyết giảng tại Berlin, Zürich, Luân Đôn và Paris. Cuối tháng 4 năm 1930, Jesse L. Lasky, thay mặt cho hãng phim Paramount Pictures đã mời Eisenstein tới làm phim ở Mỹ. Eisenstein chấp nhận bản hợp đồng trị giá 100.000 USD và tới Mỹ vào tháng 5 năm 1930.
Tuy nhiên, phong cách nghệ sĩ đặc trưng của Sergei lại không phù hợp với kiểu làm phim công thức và thương mại của Hollywood. Eisenstein đề xuất kịch bản phim về Sir Basil Zaharoff và một phiên bản phim cho tác phẩm Arms and the Man của George Bernard Shaw, hay Sutter's Gold của Jack London, tuy vậy thì những lựa chọn này cũng không gây được ấn tượng với các nhà sản xuất điện ảnh. Paramount cuối cùng quyết định chọn tác phẩm An American Tragedy của Theodore Dreiser. Lựa chọn này đã gây phấn khích cho Eisenstein, người cũng đã đọc và rất thích tác phẩm, ông cũng đã gặp Theodore tại Moskva. Eisenstein hoàn thành kịch bản vào đầu tháng 10 năm 1930, tuy nhiên Paramount lại hoàn toàn không ưng ý với kịch bản và còn bị Major Frank Pease, chủ tịch của Viện đạo diễn kỹ thuật Hollywood, đe dọa. Pease, một người bài xích Do Thái và chống cộng đã dựng lên một cuộc vận động công cộng chống lại Eisenstein. Mười bảy ngày sau, sau khi đạt được sự "thỏa thuận chung", Paramount và Eisenstein tuyên bố hợp đồng chấm dứt và vô hiệu. Eisenstein sẽ được trả phí tổn để trở về Moskva.
Eisenstein đối mặt với một hình ảnh thất bại khi trở về quê hương. Ngành công nghiệp điện ảnh Xô Viết đã giải quyết các vấn đề về phim có tiếng nói mà không cần có ông. Các bộ phim, kỹ thuật và triết lý của Eisenstein bị coi là những "thất bại về mặt tư tưởng" và là những ví dụ điển hình về chủ nghĩa hình thức, do nó bị coi là tồi tệ nhất đối với những người theo chủ nghĩa Stalin, khi ngành công nghiệp điện ảnh Xô Viết ngày càng bị họ chi phối. Rất nhiều các bài báo của ông trong thời kỳ này, như Eisenstein on Disney vài thập kỷ sau đã trở thành những văn phạm phổ thông được sử dụng làm chương trình giảng dạy ở nhiều trường điện ảnh khắp thế giới.

## ¡Que Viva México!
Với sự sắp xếp của Charlie Chaplin, Eisenstein đã được gặp mặt nhà văn theo chủ nghĩa xã hội Upton Sinclair. Các tác phẩm của Sinclair rất được ưu chuộng tại Xô Viết và bản thân Sinclair cũng là một người hâm mộ các tác phẩm của Eisenstein và luôn mong có cơ hội được giúp đỡ ông. Giữa tháng 10 năm 1930, Sinclair đã bảo lãnh cho Eisenstein rời khỏi Xô Viết một thời gian đồng thời xin phép cho ông được tới México làm bộ phim sản xuất bởi vợ chồng Sinclair, Mary Craig Kimbrough Sinclair, cùng ba nhà đầu tư thành lập Mexican Film Trust.
Ngày 24 tháng 11, Eisenstein ký hợp đồng với Mexican Film Trust, hợp đồng cho phép các bộ phim được đạo diễn theo đúng ý tưởng của Eisenstein, hợp đồng này cũng quy định các bộ phim không được đề cập về đề tài chính trị và được tài trợ bởi bà Sinclair với số tiền không ít hơn 25.000 USD.
Eisenstein không có một ý tưởng gì với một bộ phim về Mexico, ông dự định sẽ cho ra đời một bộ phim không có kịch bản, tận dụng người địa phương cho vai diễn hơn là các diễn viên chuyên nghiệp cho vai con người, và quay một bộ phim câm.
Tới ngày 15 tháng 4 năm 1931 thì ông hoàn thành sơ bộ một kịch bản sáu phần đặt tên là ¡Que Viva México!.
Trong khi ở Mexico, Eisenstein nhận được tin giới điện ảnh Xô Viết đang gây áp lực cho Stalin công nhận Eisenstein là một người đào tẩu đất nước và sau đó Stalin đã gửi bức điện bày tỏ quan tâm về vấn đề này với Eisenstein.
Ngày 5 tháng 2 năm 1932, Sinclair nhận được bức điện từ Soyuzkino gửi tới Eisenstein, yêu cầu Eisenstein phải trở lại Xô Viết ngay lập tức, điều này đã khiến Aleksandrov và Tisse được thực hiện phần còn lại của bộ phim mà không có ông. Cùng ngày hôm đó, Sinclair biết rằng Eisenstein đã chỉ trích em trai của Mary Sinclair là Hunter Kimbrough - người đã được gửi tới làm sản xuất trường quay. Sinclair tức giận yêu cầu Kimbrough trở lại Mỹ và để 3 nhà làm phim Xô Viết hoàn thành phần còn lại của bộ phim.
Sau đó thì Eisenstein bị hải quan bắt ở biên giới Hoa Kỳ - Mexico và bị phát hiện các bức phác thảo và họa châm biếm cùng những dụng cụ khiêu dâm, trong khi visa của ông cũng hết hạn. Eisenstein cùng Alexandrov và Tissev bị buộc rời khỏi Hoa Kỳ trở về Moskva. Tại Moskva, Eisenstein lên kế hoạch sửa bộ phim tại Moskva và được Sinclair chấp thuận. Nhưng thay vì ở Moskva thì Eisenstein lại đi du lịch Hoa Kỳ và tiếp tục chỉ trích Kimbrough với các nhà làm phim Xô Viết ở New York. Sau khi rời Mỹ, chính quyền Xô Viết đồng ý cho thực hiện công đoạn cắt phim ở Xô Viết nhưng yêu cầu Mexican Film Trust trả phí tổn sao lưu và vận chuyển nguyên liệu của bộ phim. Mexican Film Trust không chấp nhận điều này và quyết định loại Eisenstein khỏi dự án và thay thế bằng một người khác. Tuy vậy thì các tác phẩm sau này của Sinclair cũng không thành công như mong đợi và không phục lại được vốn ban đầu.

## Các tác phẩm sau này
Eisenstein không xem một bộ phim nào của Sinclair-Lesser. Ông tỏ ra mất hứng thú với các dự án, quãng thời gian ở phương Tây lâu dài cũng khiến ông bị ngành công nghiệp điện ảnh Xô Viết theo dõi với ánh mắt ngờ vực. Eisenstein đã có thời điểm phải tới Bệnh viện thần kinh Kislovodsk do nhiều áp lực nặng nề. Sau đó ông được điều tới làm giáo viên ở trường điện ảnh BGIK, nơi trước đây ông đã từng dạy. Eisenstein kết hôn với nhà làm phim Pera Atasheva (1900-1965) từ năm 1934 cho tới khi mất.
Năm 1935, ông tham gia một bộ phim khác là Bezhin Meadow, tuy nhiên bộ phim này cũng gặp phải các trở ngại giống với Que Viva Mexico - Eisenstein đơn phương quyết định quay hai phiên bản cho phim - một cho người lớn và một cho trẻ em, tuy nhiên kế hoạch cũng thất bại do không lên được lịch trình quay dẫn đến phí tổn quá lớn và lỡ hẹn phát hành. Chính quyền Xô Viết sau đó cũng quyết định huỷ bộ phim.
Eisenstein sau đó nhận được một cơ hội làm phim nữa từ Stalin, lần này ông chọn kịch bản về nhân vật Alexandr Nevsky. Eisenstein đã cùng Pyotr Pavlenko viết kịch bản hoàn chỉnh cho phim và chọn được những diễn viên chuyên nghiệp để đóng các vị trí; cùng với đó là trợ lý đạo diễn, Dmitry Vasiliev, để thực hiện các cảnh quay. Kết quả là bộ phim đã được giới phê bình cả ở Xô Viết lẫn phương Tây chấp nhận, bộ phim là một thông điệp cảnh báo về lực lượng phát xít Đức. Đây không những là bộ phim đầu tiên của Eisenstein sau gần một thập kỷ mà còn là bộ phim có tiếng nói đầu tiên của ông.
Không may, chỉ trong một tháng bộ phim phát hành thì chiến tranh xảy ra, khi cuộc chiến lan tới Moskva, ông và nhiều nhà làm phim khác phải rút tới Alma-Ata, tại đây ông đã nảy ra ý tưởng về một bộ phim về nhân vật Sa hoàng Ivan IV, hay Ivan Hung đế, một đề tài có thể hấp dẫn Stalin.
Bộ phim, Ivan Hung Đế, Phần I, mô phỏng Ivan IV như là một vị anh hùng dân tộc đã giành được sự chấp thuận của Stalin (giành được giải Stalin), nhưng phần tiếp theo của nó, Ivan Hung Đế, Phần II, lại không được chính quyền chấp thuận. Tất cả các đoạn phim của bộ phim chưa được hoàn thành Ivan Hung Đế, Phần III bị tịch thu và phần lớn bị tiêu huỷ.
Eisenstein bị xuất huyết và qua đời ở tuổi 50. Ông được chôn cất tại Nghĩa trang Novodevichy.

## Danh sách các bộ phim
- Nhật ký của Glumov — một bộ phim ngắn (dài 4 phút) Eisenstein thực hiện năm 1923 cho nhà hát Proletkult; lấy cảm hứng từ vở kịch Nicolas Ostrovsky
- Bãi công (Стачка, 1925)
- Chiến hạm Potemkin (Броненосец „Потёмкин", 1925)
- Tháng Mười (Октябрь: Десять дней,которые потрясли мир, 1927) (1928)
- Đường lối chung (Генеральная линия hay Старое и новое, 1929) ("Cũ và Mới" - 1930)
- Romance sentimentale (Сентиментальный романс, Pháp, 1930)
- ¡Que Viva México! (chưa hoàn thành) (1930-1932)
- Thunder Over Mexico (1933)
- Eisenstein In Mexico (1933)
- Death Day (1933)
- Đồng cỏ Bezhin (Бежин луг, chưa hoàn thành, 1935 – 1937)
- Alexandr Nevsky (Александр Невский, 1938)
- Time In The Sun (1940)
- Ivan Hung Đế, Phần I (Иван Грозный, 1945)
- Ivan Hung Đế, Phần II (1946 / 1958)
- Ivan Hung Đế, Phần III (1946, chưa hoàn thành)
- Que Viva Mexico (1979)
- Năm 1929, tại Thụy Sĩ, Eisenstein giám sát một bộ phim (phim tài liệu giáo dục về phá thai) do Edouard Tissé đạo diễn: Frauennot - Frauenglück